# Économie du Canada
 (juin 2018).
Si vous disposez d'ouvrages ou d'articles de référence ou si vous connaissez des sites web de qualité traitant du thème abordé ici, merci de compléter l'article en donnant les références utiles à sa vérifiabilité et en les liant à la section « Notes et références ».
Le Canada est la huitième puissance économique mondiale en 2024 avec un produit intérieur brut de 2 117 milliards $ USD de dollars. L'économie canadienne est fortement liée à l'économie des États-Unis, en raison de la proximité géographique et de traités commerciaux : le traité sur l'automobile (1965-2001), l'accord de libre-échange canado-américain (ALE) de 1989 et l'Accord de libre-échange nord-américain (ALENA) de 1994, remplacé par l'Accord Canada–États-Unis–Mexique (ACEUM) en 2020. Le Canada dispose de grandes réserves de ressources naturelles (bois, pétrole, minerai) et d'une population active très formée, et a connu une croissance annuelle moyenne de 3 % depuis 1993. La crise sanitaire de la Covid-19 a d'ailleurs fortement influé sur la croissance de la production annuelle des richesses, entre 2020 et 2021.

## Histoire
Avant l'arrivée des premiers Européens au Canada, les Portugais et les Scandinaves pêchaient déjà dans l'océan Atlantique, à proximité de l'actuelle province de Terre-Neuve-et-Labrador.
Dans les débuts de la colonisation européenne du Canada, la principale source de revenus était la chasse et le commerce de fourrures. Les Britanniques s'installèrent au nord et au nord-ouest du continent nord-américain, dans l'actuelle province de la Colombie-Britannique, autour de la baie d'Hudson et dans les actuels territoires de Nunavut, Territoires du Nord-Ouest et Yukon. Ce vaste territoire, très peu peuplé, avec 300 habitants européens à son apogée, fut administré par la Compagnie de la Baie d'Hudson. La Grande-Bretagne possédait également l'ile de Terre-Neuve et la Nouvelle-Écosse, sur la côte Atlantique. Au même moment, les Français s'installèrent à l'est du Canada, dans ce que sont actuellement les provinces de l'Île-du-Prince-Édouard, Nouveau-Brunswick, Québec et avaient quelques postes dans l'actuelle province de l'Ontario. Ce territoire était connu sous le nom de Nouvelle-France. Au XVIIIe siècle, des expéditions russes et espagnoles explorèrent, s'installèrent et revendiquèrent les territoires de l'actuel côte Pacifique.
Les commerçants français et anglais explorèrent la région et firent des échanges commerciaux avec les tribus indigènes telles que les Algonquins, Iroquois et les Hurons, échangeant les peaux d'animaux contre des objets de pacotille comme des billes de verre mais aussi des ustensiles, outils en métal, beaucoup d'armements et conclurent des traités militaires. D'autres commerçants préféraient chasser directement les animaux dont la peau était ensuite vendue en Europe.
Durant le XIXe siècle, l'économie du Canada s'orienta plus vers l'agriculture, l'élevage et de l'industrie forestière. L'importance de la chasse diminua de manière drastique. Pourtant, étant donné l'immense taille du pays, l'économie du Canada variait d'une région à l'autre. En Ontario, les principales sources de revenus étaient l'agriculture et l'exploitation minière. La province était alors un des plus grands pôles d'agriculture et d'élevage du monde. Le Québec était le centre industriel, ferroviaire, portuaire et bancaire du Canada, ainsi que le plus grand producteur d'électricité. Les provinces de l'Atlantique dépendaient considérablement de la pêche, et les provinces du Centre-Ouest de l'agriculture (particulièrement de la culture du blé).
Durant les premières décennies du XXe siècle, l'Ontario connut un rapide processus d'industrialisation. La province devint un grand centre industriel et bancaire, le Québec conservant cependant son statut de meneur. L'économie des provinces de l'Atlantique se mit à dépendre principalement de la production du bois et de ses dérivés, pendant que dans le Centre-Ouest, la principale source de revenus continuait à être l'agriculture à l'exception de la Colombie-Britannique, qui, grâce à Vancouver, devint le principal pôle bancaire de l'Ouest canadien.
Après la Seconde Guerre mondiale, le Canada connut un rapide processus d'industrialisation. L'économie prospéra durant deux décennies, mais la rapidité de la croissance économique provoqua un manque de main-d'œuvre qualifiée. Pour tenter de résoudre ce problème, le pays ouvrit ses portes aux immigrants de toutes nationalités dans les années 1960.
Jusqu'aux années 1960, Montréal se maintint capitale financière du Canada. Cependant, beaucoup des entreprises et commerces installés dans cette ville et dans la province étaient contrôlées par des anglophones, qui dominaient l'économie québécoise depuis le début du XIXe siècle. Les meilleurs postes de travail étaient réservés à ceux parlant anglais couramment. Bien, qu'il y ait d'autres facteurs, ce fut une importante cause du nationalisme québécois qui culmina jusqu'à des politiques protégeant le français, ce qui amena plusieurs entreprises financières, siégeant à Montréal, jusqu'alors capitale financière du Canada, à se déplacer vers Toronto. Les entreprises multinationales dont le marché s'étendait au-delà des frontières du Québec se déplacèrent également à Toronto, qui devint définitivement la capitale financière du Canada dans les années 1970.
Peu de temps après la Seconde Guerre mondiale, de grandes réserves de pétrole furent découvertes dans la province d'Alberta, ce qui permit son rapide essor économique, principalement après le premier choc pétrolier en 1973. Actuellement[Quand ?], Calgary et Edmonton sont de grands pôles ferroviaires, industriels et financiers et l'économie de la province a une croissance plus rapide que dans le reste du pays.
Dès le milieu des années 1980, les autorités canadiennes s’inspirent des réformes néolibérales menées notamment aux États-Unis et au Royaume-Uni. Les privatisations, telles que celle de Petro-Canada ou du Canadien National, se sont multipliées.
En 1989, le Canada signa avec les États-Unis l'accord de libre-échange canado-américain (FTA). En 1994, dans l'accord de libre-échange nord-américain (ALÉNA), les termes de l'ancien traité de libre commerce inclurent le Mexique comme nouveau membre.
Le gouvernement conservateur Stephen Harper reste fidèle à une tradition d’ouverture au libre-échange, qui fait consensus au sein des élites politiques et économiques du Canada, qu’il a exploitée au péril de l’environnement par une exploitation massive des sables bitumineux en Alberta et en Saskatchewan. Le Canada subit une sévère récession en 2009 à la suite de la crise des subprimes, qui se traduisit par une légère augmentation du chômage, le retour des déficits publics et une augmentation de la dette. En 2013, le gouvernement poursuit une politique de réduction des déficits.
Selon l’Institut de recherche en économie contemporaine (IRÉC), les stocks d’actifs canadiens dans les sept principaux paradis fiscaux ont été multipliés par 37,6 entre 1987 et 2014. Entre 1999 et 2013, une demi-douzaine de projets de loi ont été déposés pour limiter ou mettre un terme à l’évasion fiscale, mais tous ont été rejetés. Une étude réalisée en 2020 par un groupe d’économistes note que des entreprises canadiennes ont accumulé un montant total de 381 milliards de dollars en 2019 dans les 12 principaux paradis fiscaux de la planète. Les actifs d’entreprises déclarés dans ces États ont augmenté de 135 % entre 2010 et 2020. D'après l’économiste Toby Sanger « Il y a un “momentum” pour que les gouvernements récupèrent les recettes fiscales qui leur échappent, mais le Canada n’est pas un leader, pas du tout. C’est un “suiveux” qui fait le minimum de ce qu’on attend de lui ».

## Politique budgétaire et endettement
La politique budgétaire du Canada est énoncée par le Gouvernement du Canada lorsque celui-ci dépose son budget annuel à la Chambre des Communes. Cette politique influence l'économie en ce qui a trait notamment aux subventions et allocations allouées par le Gouvernement. La politique budgétaire indique en outre les taux d'imposition sur le revenu ainsi que les modifications aux taux de la taxe de vente, de la taxe d'accise ainsi que des autres types de revenus du Gouvernement du Canada.
L’endettement des ménages canadiens est particulièrement élevé : le ratio de la dette contractée par chaque ménage en proportion de ses revenus disponibles atteint 174 % en 2019.
Certains experts ont émis des craintes face au service de la dette publique. En effet, malgré les taux d’intérêt historiquement bas, les paiements d’intérêts devraient augmenter de 59,4 % en 2021.

## Politique monétaire

### Inflation
« La Banque du Canada vise à maintenir l'inflation au taux visé de 2 %, soit le point médian de la fourchette cible de 1 à 3 %. Bien que la cible de maîtrise de l'inflation soit exprimée en fonction de l'IPC global, la Banque se sert plutôt de l'indice de référence pour mesurer l'inflation tendancielle et guider ses décisions. Le taux d'accroissement de cet indice fournit une mesure plus fiable de la tendance fondamentale de l'inflation et constitue un meilleur indicateur de l'évolution future de l'IPC global ». (extrait pris sur le site Web de la Banque du Canada).
Indice des prix à la consommation (IPC global)
« Mesure de l'évolution des prix publiée par Statistique Canada et obtenue en comparant le prix de détail d'un « panier à provisions » typique de biens et de services à deux dates différentes ». (extrait pris sur le site Web de la Banque du Canada).
Indice de référence 
« Variante de l'indice des prix à la consommation qui exclut huit des composantes les plus volatiles de ce dernier (les fruits, les légumes, l'essence, le mazout, le gaz naturel, les intérêts sur les prêts hypothécaires, le transport interurbain et le tabac — qui représentent 16 % du panier de l'IPC) ainsi que l'effet des modifications des impôts indirects sur les autres composantes. (Jusqu'en mai 2001, la Banque du Canada utilisait comme indice de référence l'IPC hors alimentation, énergie et effet des modifications des impôts indirects) ». (extrait pris sur le site Web de la Banque du Canada).

### Taux directeur
La politique monétaire du Canada est mise en œuvre par la Banque du Canada, laquelle influe sur les taux d'intérêt à court terme, et ce, en annonçant les fluctuations à la hausse ou à la baisse de son taux directeur, le taux cible du financement à un jour. En influant ainsi sur le taux directeur, la Banque du Canada s'assure un contrôle sur tous les autres taux d'intérêt tels que les taux de prêts hypothécaires, personnels, etc. De plus, cette influence sur les taux peut avoir une incidence sur les variations du taux de change du dollar canadien.

### Impact de la politique monétaire
En mars 2022, certaines critiques se sont fait entendre concernant la politique monétaire de la Banque du Canada pendant la pandémie, mais avant également. Ces critiques mentionnent que les politiques monétaires ont contribué, entre autres, à la hausse importante des prix de l’immobilier et des inégalités de richesse en encourageant une hausse des prix des actifs.

## Monnaie
La devise officielle est le dollar canadien.
Les pièces de monnaie utilisées au Canada : 
- un cent (aussi dit un sou ; frappée jusqu'en 2012)
- cinq cents
- dix cents
- vingt-cinq cents (aussi dit trente sous)
- cinquante cents (rare, collection)
- un dollar (aussi dit une piastre ; en monnaie depuis 1986-1987)
- deux dollars (en monnaie depuis le 19 février 1996).

Les billets de banque utilisés au Canada : 
- un dollar (impression arrêtée en 1986-1987)
- deux dollars (impression arrêtée en 1996)
- cinq dollars
- dix dollars
- vingt dollars
- vingt-cinq dollars (impression arrêtée en 1937)
- cinquante dollars
- cent dollars
- cinq cents dollars (impression arrêtée en 1937)
- mille dollars (impression arrêtée en 2005).

## Entreprises
Les principales entreprises canadiennes se situent dans le secteur de la banque, et des matières premières (en particulier le pétrole et le gaz). Trois des quatre premières capitalisations boursières canadiennes sont des banques, la première d'entre elles étant la Royal Bank of Canada, capitalisant 177.9 milliards de dollars canadiens en septembre 2022.
En 2016, les cent patrons canadiens les mieux rémunérés ont gagné en moyenne 10,4 millions de dollars canadiens, soit plus de 200 fois le revenu moyen d'un travailleur canadien en 2016. C'est le patron de l'entreprise pharmaceutique Valeant qui a été le mieux payé en 2016 avec 83,1 millions de dollars, pour huit mois de présence.
De 2015 à 2016, la rémunération moyenne des PDG a augmenté de 8%.

## Secteur primaire

### Agriculture et élevage
Les terres agricoles couvrent environ 7 % du Canada. Plus de trois quarts de cette surface utilisée pour la culture de produits agricoles est localisé dans les provinces de centre-ouest du pays. Ces provinces produisent, principalement, du blé, dont le Canada est l'un des plus grands producteurs mondiaux. La moitié de tout le blé produit au Canada est cultivé dans la Saskatchewan. Le second plus grand producteur de blé du pays est l'Alberta suivi du Manitoba. Les provinces du centre-ouest se distinguent également pour leur élevage. L'Alberta, qui possède le plus grand cheptel de canadiennes (ou Bos taurus, race bovine canadienne) du pays, est la province avec le meilleur indice de productivité de viande bovine du Canada, la plus grande part étant transportée et commercialisée dans le reste du pays ou exportée aux États-Unis.

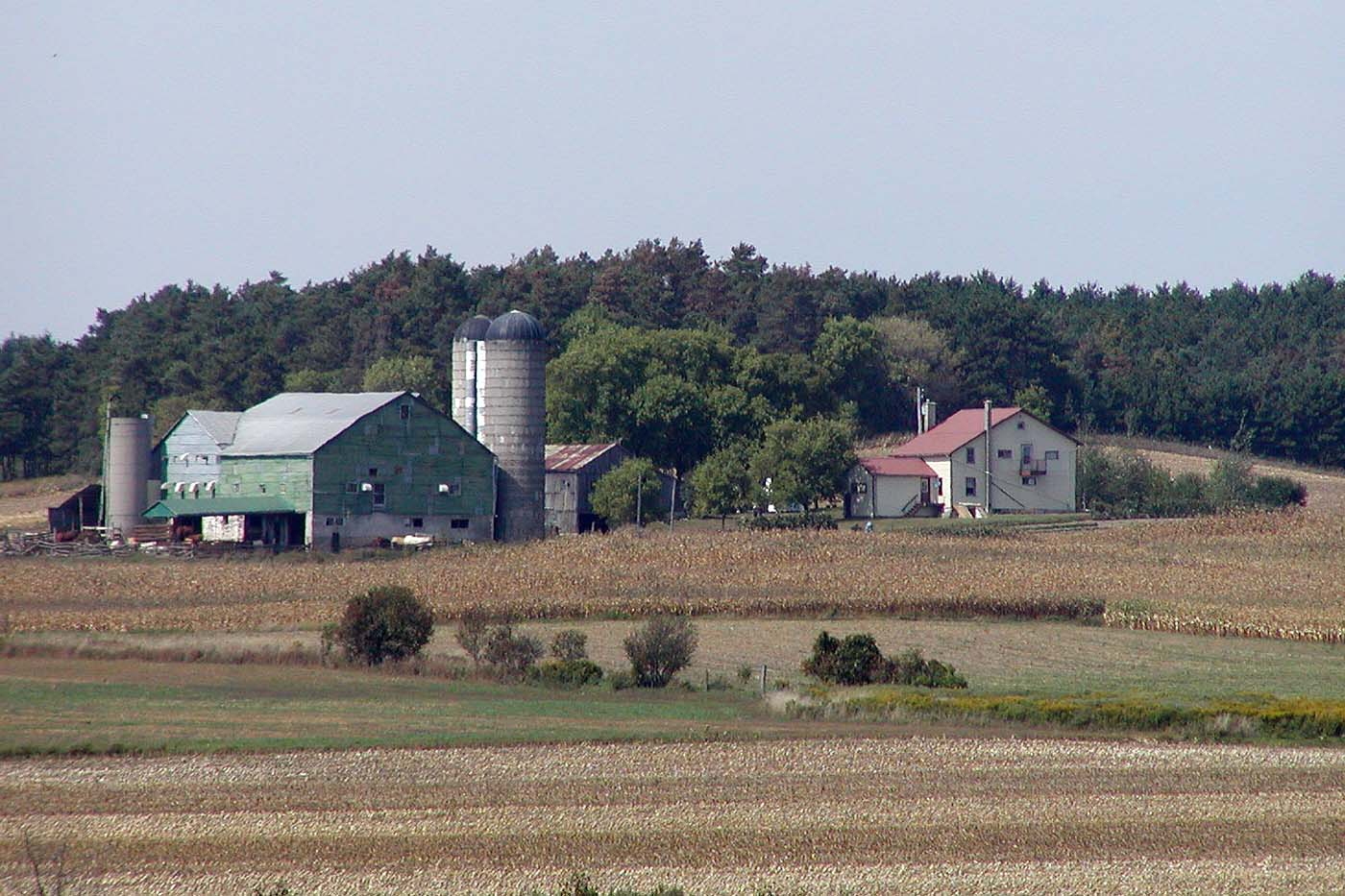
Une ferme ontarienne.

Ayant le souci de la diversification des produits cultivés, les fermiers de la région se sont mis à cultiver également les lentilles, le colza et le ginseng pour répondre à la demande croissante dans le pays pour ces produits. La Colombie-Britannique est la plus grande productrice de viande de poulet et d'œuf du pays.
À l'est du Canada, la plus grande part des produits agricoles est cultivée dans les plaines des Grands Lacs et dans la vallée du fleuve Saint-Laurent. Les étés chauds du sud de l'Ontario et du Québec et la longue saison de culture dans cette région permettent la culture d'une grande variété de produits, comme la laitue, le concombre, le maïs, les pommes, les fraises et le tabac. Le Québec est le plus grand producteur de lait du Canada, possédant le deuxième plus grand cheptel de bovins du pays. La province francophone est également la plus grande productrice de produits alimentaires dérivés du lait. L'Ontario, pour sa part, est le second producteur de lait et possède le troisième plus grand cheptel de bovins. Dans les provinces de l'Atlantique, le principal végétal cultivé est la pomme de terre.
Les agences du gouvernement canadien établissent des plafonds de production et des subventions qui aident à protéger l'agriculture et l'élevage du pays de prix fluctuants et des produits étrangers. De telles agences favorisent la vente de ce qui est produit par les producteurs, les aidant par un apport de services et de produits nécessaires à l'activité agricole.

### Pêche
La pêche est l'activité économique la plus ancienne du Canada. Les Grands Bancs, localisés immédiatement à l'est de la Nouvelle-Écosse, le Nouveau-Brunswick et Terre-Neuve-et-Labrador, contiennent de grands bancs de poissons, constituant l'une des plus grandes réserves mondiales. L'industrie piscicole des provinces de l'Atlantique capture essentiellement des écrevisses, langoustes, crevettes et des carpes. L'importance des autres espèces animales marines (toutes des poissons), qui avaient également d'une valeur économique pour les pêcheurs, a diminué de manière drastique au cours des dernières décennies à cause d'une pêche excessive. Ce problème est si grave que la pêche fut interdite au large de Terre-Neuve et du Labrador en 2000, ce qui a ruiné l'économie piscicole locale. En Colombie-Britannique, l'espèce la plus pêchée est le saumon. La Colombie-Britannique est la région qui détient le plus grand pourcentage de captures de saumons de toute l'Amérique du Nord.

### Sylviculture
Près de 30 % de la surface du Canada est couverte par la forêt boréale, ce qui lui permet d'être le plus grand exportateur de bois (et dérivés) et un des plus grands producteurs de feuilles de papier du monde. Cette production est destinée tant au marché intérieur qu'aux États-Unis qui constituent le principal client, la Colombie-Britannique étant en tête dans ce secteur, suivie par le Québec et l'Ontario. En 2020, l’industrie forestière et ses débouchés représentaient 8 % des exportations du Québec.
Voir aussi exploitation forestière au Canada et déforestation au Canada.

## Secteur secondaire

### Manufacture
L'Ontario et le Québec produisent plus de 75 % de tous les produits industrialisés fabriqués au Canada, Toronto et Montréal étant les principaux centres de l'industrie manufacturière du pays. Automobiles, camions, pièces automobiles et avions sont les principaux produits fabriqués au Canada, dans le calcul de la valeur économique totale des produits fabriqués; devant l'industrie agro-alimentaire en général. La valeur économique totale d'un produit est la différence entre la valeur économique de la matière première utilisée pour la fabrication d'un produit donné et la valeur économique du produit industrialisé obtenu.

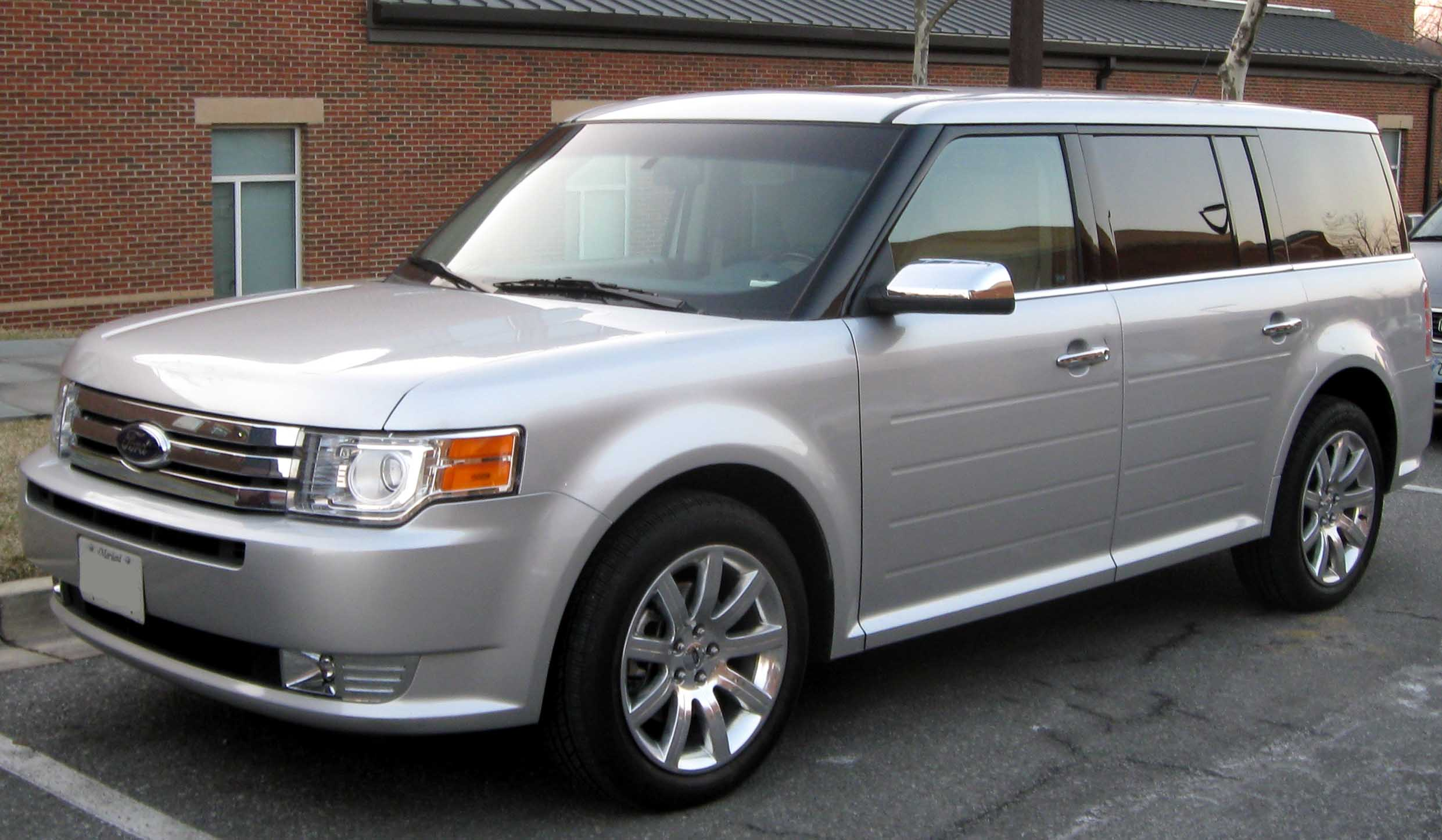
Le groupe américain Ford assemble la Flex dans son usine d'Oakville, en Ontario.

Le Canada ne possède pas d'entreprise indépendante fabriquant des voitures ou des camions. Cependant, plusieurs entreprises d'automobiles américaines et japonaises fabriquent leurs véhicules au Canada, et, à l'exception de trois usines de bus des groupes suédois Volvo et américain Paccar au Québec, les sites de production sont tous situés en Ontario. Si une partie des véhicules fabriqués dans le pays est destinée au marché canadien, la grande majorité va aux États-Unis. D'un autre côté, le Canada est un meneur mondial dans la production d'avions et de rames de métro, grâce à Bombardier Inc.. La plupart des usines de l'entreprise Bombardier est localisée dans la région métropolitaine de Montréal.
Les autres secteurs importants de manufacture du Canada sont l'industrie pétrochimique, l'industrie sidérurgique et l'industrie de fabrication de produit électroniques et de matériel de télécommunication.
L’industrie de la défense et de la sécurité emploie en 2011 environ 109 000 personnes et à générer 12,6 milliards de dollars canadiens dont la moitié à l'exportation.

### Industrie minière

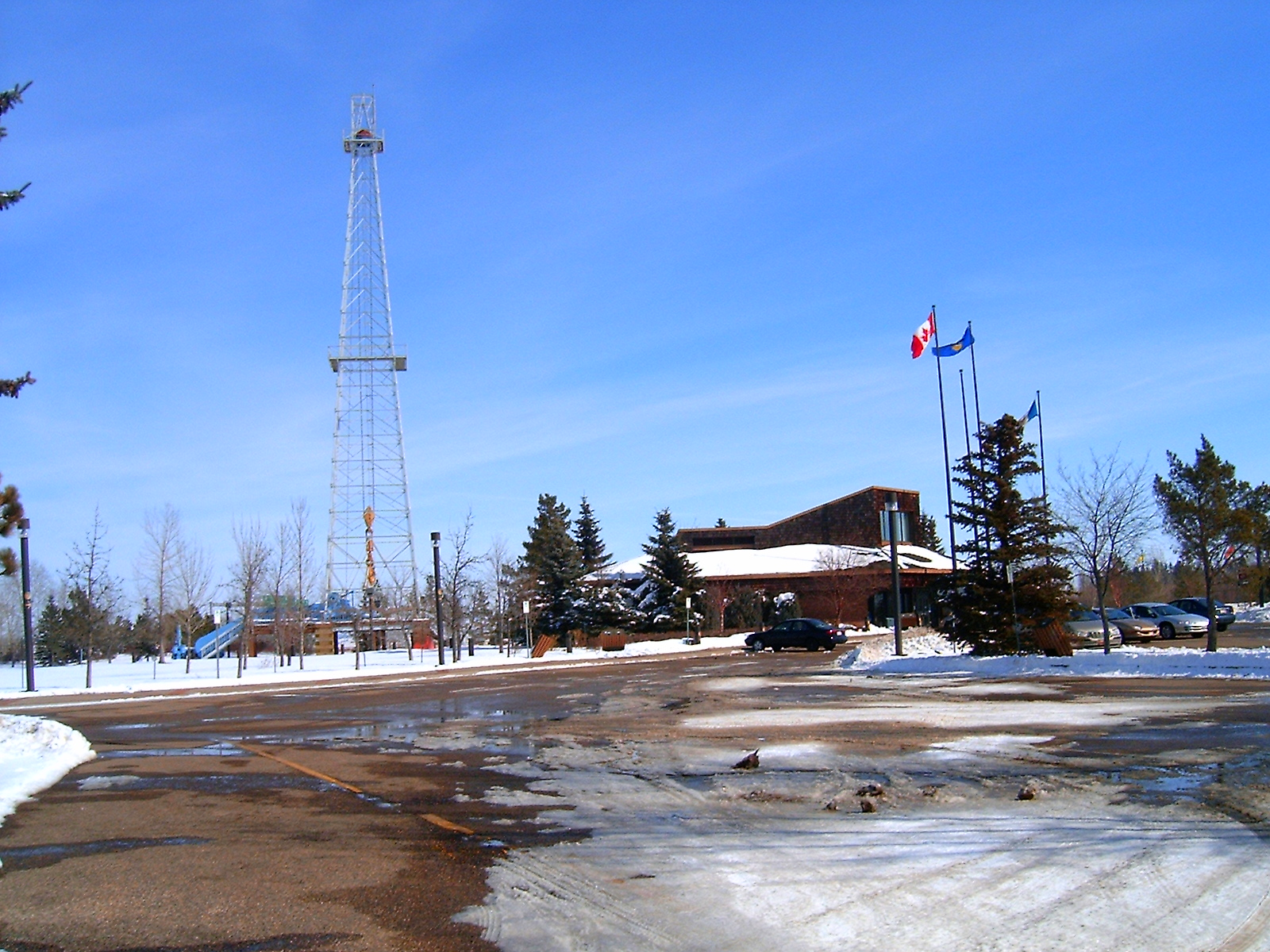
Le pétrole est actuellement la ressource naturelle la plus importante du Canada. Sur la photo, un monument qui symbolise l'importance du pétrole pour l'économie locale à Edmonton, la capitale nationale du pétrole

Le Canada est l'un des plus grands producteurs d'aluminium, cuivre, fer, nickel, or, uranium et de zinc. L'Ontario possède de grandes réserves de cuivre, nickel, argent, titane et de zinc. La province est la meneuse nationale dans l'extraction de ressources minières, et la plus grande fournisseuse de nickel du monde. Le Québec possède de grandes quantités de fer, zinc et d'amiante et transforme 90 % de l'aluminium. La plus grande région productrice de fer du Canada est Terre-Neuve-et-Labrador. La Colombie-Britannique est la plus grande productrice de cuivre du pays, alors que le Nouveau-Brunswick est la plus grande productrice de zinc du Canada. Les réserves d'uranium de Saskatchewan sont les plus grandes du monde. La variété et la disponibilité des produits miniers du Canada font du pays un des plus grands exportateurs mondiaux de produits miniers.
Les deux ressources minérales les plus importantes sont, cependant, le pétrole et le gaz naturel. La province d'Alberta possède d'immenses réserves de ces ressources naturelles, et est la meneuse nationale dans l'extraction des deux ressources. L'Alberta possède également de gigantesques réserves de bitume sous forme de sables bitumineux. La flambée des prix depuis 2006 a engendré une augmentation considérable des investissements et de la production de 'pétrole bitumineux'. Dans le futur, si les prix se maintiennent ou continuent à augmenter, le Canada pourrait facilement devenir un des plus grands fournisseurs de pétrole du monde et est le premier fournisseur de pétrole des États-Unis.
75 % des sociétés mondiales d'exploration ou d'exploitation ont leur siège social au Canada et près de 60 % de celles qui sont cotées sont enregistrées à la bourse de Toronto grâce à la législation de convenance (réglementaire et judiciaire) et le régime fiscal spécifique de ce pays pour ce secteur industriel.
Dans cette optique, les gouvernements cherchent comment maximiser les bénéfices fiscaux provenant de l’exploitation de leurs ressources naturelles non renouvelables dans le respect de l’environnement et des droits des sociétés minières à un juste rendement. Ainsi, au Québec, Yvan Allaire, président exécutif de l'Institut sur la gouvernance a préparé, à la demande du gouvernement du Québec, un document intitulé Le Québec et ses ressources naturelles: Comment en tirer le meilleur parti pour cerner les enjeux propres à l’établissement d’un régime de redevances et taxes minières approprié pour le Québec. Ce document examine les diverses façons pour un État de jouer pleinement son rôle de fiduciaire des ressources naturelles de la collectivité. La gamme des moyens dont dispose un gouvernement est étendue mais plusieurs de ces moyens soulèvent d’épineux et problématiques enjeux.
L'industrie minière est fortement soutenue par le gouvernement. Le pays accueille les sièges sociaux et principales filiales d’une majorité de sociétés minières dans le monde. La législation fédérale et celles des provinces favorisent la mise en valeur des titres boursiers en permettant des formes de publicité sur les gisements plus souples qu’ailleurs, et la fiscalité est favorable aux entreprises. En outre, le réseau diplomatique canadien soutient politiquement à l’étranger toute société minière inscrite au pays.
Le Premier ministre Stephen Harper (en fonction de 2006 à 2015) a déclaré vouloir faire du Canada l’un des plus grands exportateurs de ressources naturelles au monde. Il lui a été reproché d’affaiblir délibérément les protections environnementales en vigueur afin de favoriser l’industrie, notamment minière.

### Construction
L'industrie de construction du Canada est surtout concentrée dans les principales villes du pays, où de nombreux immigrants, en quête de logement, s'installent quotidiennement. Ceci inclut les villes de Calgary, Edmonton, Montréal et spécialement Toronto. Cette industrie est particulièrement forte à Toronto, où de nombreux bâtiments et gratte-ciels sont en cours de construction ou en projet. Toronto est la seconde ville la plus active dans la construction de gratte-ciels du monde, derrière Shanghai.

## Secteur tertiaire

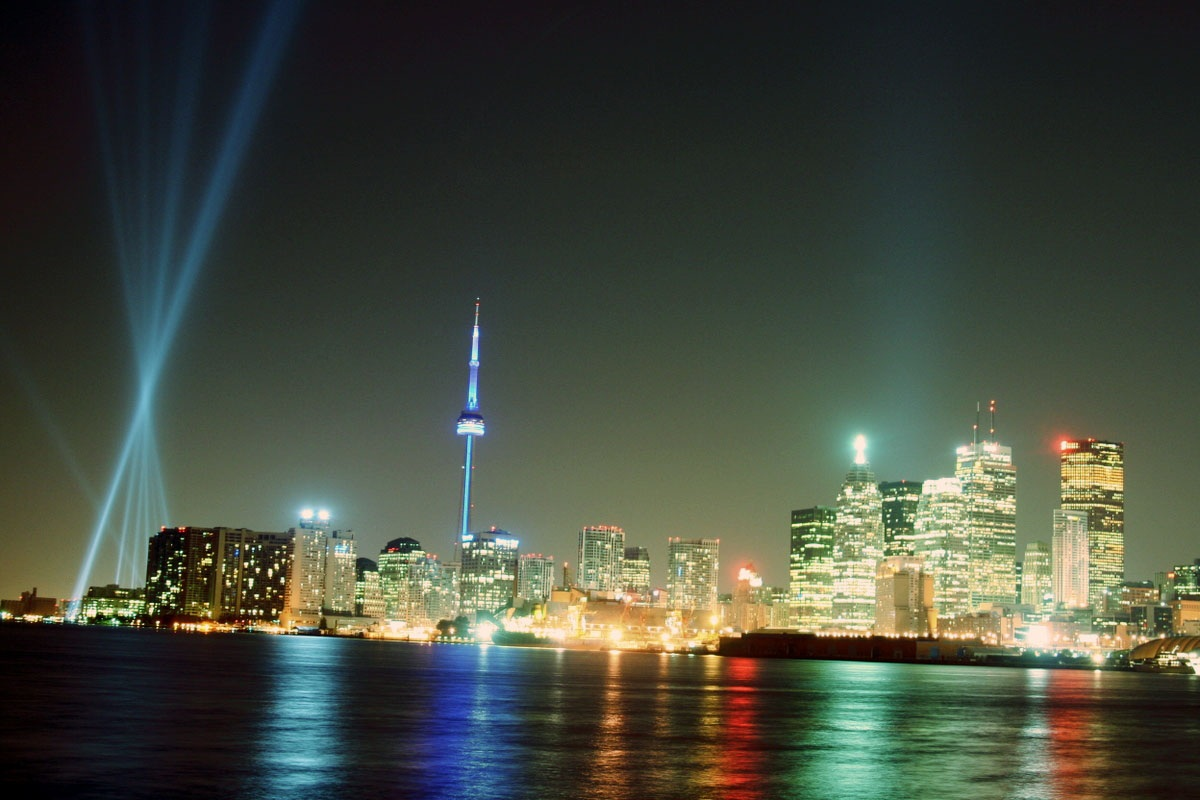
Toronto, le centre financier du Canada

Le secteur tertiaire est responsable de plus de 67 % du PIB du Canada. Les services publics, les commerces et les services à la personne, qui incluent une grande variété de services tels que l'éducation, la santé, l'hôtellerie et les loisirs, sont pour 22 % du PIB du Canada et la plus grande source de revenus du pays. Les opérations financières sont la seconde plus grande source de revenus du pays. Toronto et Montréal sont les principaux centres financiers du Canada. Toronto abrite la principale bourse des valeurs du pays, le Toronto Stock Exchange, qui est la seconde plus active de tout le continent américain, et la sixième plus active du monde. Montréal et Vancouver possèdent également des bourses des valeurs, de moindre importance (le 10 décembre 2007, les bourses de Montréal et de Toronto ont annoncé leur fusion).

### Tourisme
Le tourisme est l'une des principales sources de revenu du Canada. Le pays est le cinquième plus visité par les touristes étrangers, se trouvant juste derrière la France, l'Espagne, les États-Unis et l'Italie. Le pays possède divers points d'intérêt qui varient suivant les régions. Toronto, Montréal et Vancouver sont les villes les plus visitées du pays.

### Transports
Le Canada présente une géographie accidentée qui peut faire obstacle au transport puisqu'on y retrouve des montagnes, de grands lacs et de grandes forêts. Malgré cela, le pays possède un système de transport moderne, et l'un des plus étendus au monde.
Le réseau ferroviaire du Canada compte plus de 80 000 kilomètres de voies. C'est le troisième plus grand réseau ferroviaire du monde, derrière ceux des États-Unis et de la Russie. Les deux principales sociétés ferroviaires du pays sont le Canadien National (CN) et la Canadian Pacific Railway (CP), cette dernière étant la plus grande transcontinentale du monde, inaugurée en 1884. Ces deux sociétés sont contrôlées par des entreprises privées. La VIA Rail est un service ferroviaire interurbain pour voyageurs géré par le gouvernement canadien. Montréal est le plus grand pôle ferroviaire du pays, suivi par Calgary et Toronto. Toronto, Montréal et Vancouver possèdent des systèmes modernes de métro.

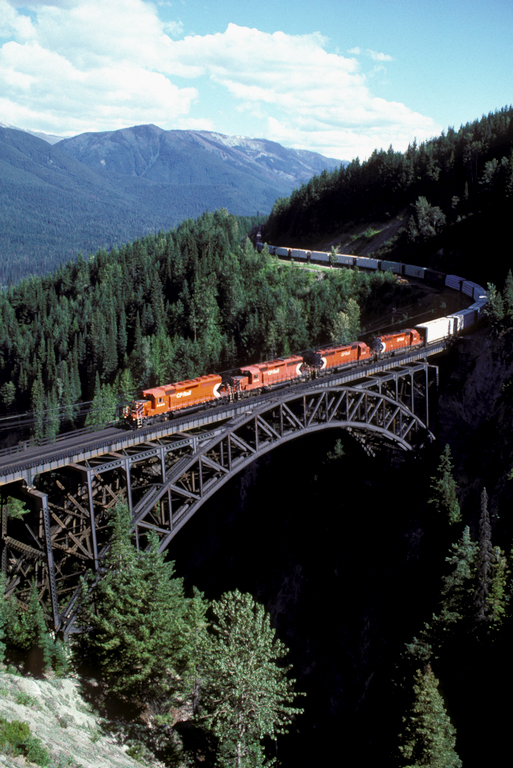
Un train de la Canadian Pacific Railway.

Les autoroutes connectent les principales villes du Canada entre elles. Parmi elles se distinguent la Trans-Canada Highway (en français 'La Transcanadienne') (l'autoroute 417 en Ontario, les autoroutes 20, 25, 40 et 85 au Québec et l'autoroute 1 dans le reste du Canada), qui s'étend sur huit mille kilomètres depuis l'océan Pacifique jusqu'à l'océan Atlantique, et l'autoroute 401, ou Macdonald-Cartier Freeway (l'autoroute 20 au Québec), l'autoroute la plus utilisée du monde. Montréal est le principal pôle routier du Canada, suivi par Toronto et Calgary. Montréal possède un système étendu de voies rapides.
Les principaux centres portuaires du pays sont Vancouver, Montréal, Halifax, Saint-Jean et Toronto. La Voie maritime du Saint-Laurent permet le trafic de grands navires entre l'océan Atlantique et les grands lacs.
Les principaux centres aéroportuaires du pays sont Toronto, Vancouver et Montréal. Air Canada est la principale Compagnie aérienne du pays.

### Énergie
Le Canada est un des plus grands consommateurs par habitant d'énergie du monde, principalement à cause de son économie industrialisée et à cause de son climat rigoureux en hiver. Le Canada possède de grandes sources d'énergies renouvelables, telles que de très nombreux fleuves et lacs, de forts vents constants dans les régions centrale et de l'est du pays et les grandes variations de marée dans la Baie de Fundy en Nouvelle-Écosse. Le pays se distingue également par ses réserves d'énergie non-renouvelables. Le Canada possède les plus grandes réserves d'uranium du monde en Saskatchewan, et de grandes réserves de pétrole et de gaz naturel en Alberta. Cette dernière possède également les plus grandes réserves de sable bitumineux du monde.
Le Canada possède la troisième réserve de pétrole prouvée au monde. En 2019, Ottawa a décidé de racheter le pipeline TransMountain, qui transporte le pétrole de l'Alberta vers le Pacifique, afin de pouvoir lancer des travaux d'extension. Une enquête exigée par la cour d’appel fédérale en 2020 a conclu que la grande majorité des communautés autochtones concernées par le projet était en faveur du projet ou ne l’opposait pas.
Près de 60 % de l'électricité générée dans le pays est produite dans des centrales hydroélectriques, 18 % est produite dans des centrales nucléaires, 12 % dans des centrales thermiques fonctionnant au gaz naturel, 8 % dans des centrales thermiques fonctionnant au charbon et 2 % à partir d'autres sources d'énergie. Toutes les provinces du Canada, à l'exception de l'île-du-Prince-Édouard, génèrent des excédents d'électricité (particulièrement au Québec), qui sont exportés vers les États-Unis. Le Canada fait partie des rares pays développés qui exportent de l'énergie vers d'autres pays. L'exportation d'électricité vers les États-Unis est une source de revenus appréciable pour le Québec et Terre-Neuve-et-Labrador.
La construction d'éoliennes prend de plus en plus d'ampleur dans les provinces de l'est depuis 2007, mais la quantité d'électricité générée demeure marginale.

### Eau douce
Le Canada possède d'importantes réserves d'eau douce, et en commercialise déjà une partie aux États-Unis qui effectuent des prélèvements dans la région des Grands Lacs. L'exportation de l'eau douce du Canada vers les États-Unis fait l'objet d'un débat récurrent.

## Population active et syndicalisme
En 2004, la population active du Canada était de 17,37 millions de travailleurs. Actuellement[Quand ?], près de 72,5 % des personnes de sexe masculin ayant plus de 18 ans font partie de la population active canadienne, en baisse par rapport à 1981, quand le pourcentage atteignait son maximum, de 78,7 %, après la Seconde Guerre mondiale. Actuellement[Quand ?], près de 59 % des personnes de sexe féminin ayant plus de 18 ans font partie de la population active. Le revenu moyen annuel d'un homme est de près de 40 700 dollars canadiens, alors que celui d'une femme est de 28 400 dollars canadiens.
Environ 35 % de la population active fait partie d'un syndicat, avec de grandes disparités suivant les secteurs : seulement 2 % des agriculteurs sont syndiqués, alors que près de 80 % des personnes travaillant dans l'administration publique font partie d'un syndicat. D'après une étude publiée en 2012 par plusieurs économistes, le déclin syndical aurait entrainé une hausse de 15 % des inégalités de revenu du travail.

## Relations commerciales

### Avec les États-Unis
Le Canada est le principal partenaire commercial des États-Unis. Le commerce réalisé quotidiennement entre les deux pays dépasse les 1,4 milliard de dollars canadiens. À titre de comparaison, cette valeur dépasse le commerce américain avec tous les pays de l'Amérique latine cumulés, en 1999. La valeur des exportations américaines vers le Canada excède la valeur des exportations américaines vers l'Union européenne. Le seul commerce réalisé sur le pont Ambassadeur, entre Windsor (Ontario) et Detroit (Michigan) est égal à l'ensemble des exportations américaines vers le Japon. L'importance du Canada pour les États-Unis n'est pas seulement un phénomène limités aux frontières américaines avec le Canada : ce dernier est la principale destination internationale des produits de 35 des 50 États américains.

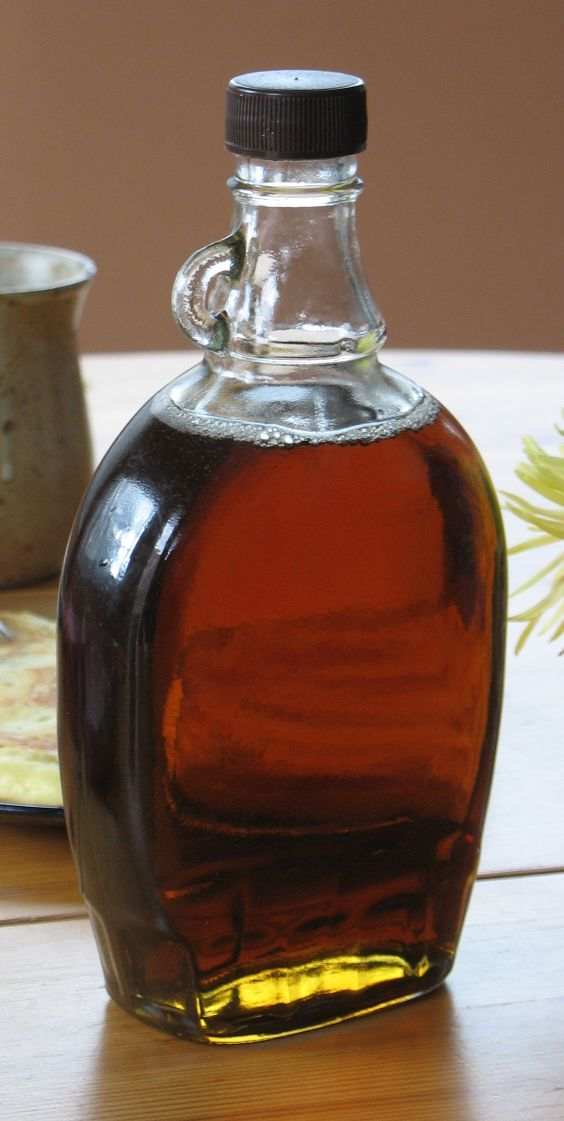
Le Canada produit 78 % du sirop d'érable dans le monde, largement à destination des États-Unis.

Le commerce bilatéral a augmenté de près de 50 % depuis 1994, quand le traité de libre échange qu'est l'ALÉNA est entré en application. Depuis lors, le commerce international a augmenté de près de 40 %. L'ALÉNA a depuis diminué graduellement les barrières existantes entre les pays membres (Canada, États-Unis et Mexique), et a libéralisé les règles de divers domaines tels que l'agriculture, les services, l'énergie électrique, les services financiers et les investissements. L'ALÉNA est la plus grande zone de libre commerce du monde, avec ses 440 millions d'habitants.
La plus importante composante du commerce américain avec le Canada est le secteur de l'automobile. Sous l'effet du traité de l'automobile (Canada-United States Automotive Agreement) de 1965, lequel ôta toutes les barrières douanières au commerce des voitures, camions et pièces automobiles entre les deux pays, le commerce bilatéral en produits de l'industrie automobile crût de 715 millions de dollars en 1964 à 104,1 milliards de dollars en 1999. Ces termes furent incorporés aux traités réalisés en 1989 et 1994. Cependant, à partir de 2007, la baisse de production en automobiles, causée par la concurrence mondiale et l'augmentation des prix du pétrole, commence à entrainer une diminution de ce commerce.
Les États-Unis sont le plus grand marché d'exportation de produits agricoles du Canada. Un tiers de tous les produits alimentaires canadiens sont exportés vers les États-Unis. Réciproquement, le Canada est le second plus grand marché d'exportation des États-Unis. Le Canada importe avant tout des fruits et légumes américains. Approximativement deux tiers de tous les produits canadiens à base de bois et de ses dérivés, comme la pâte à papier, sont exportés vers les États-Unis.
En 2000, la valeur totale du commerce des sources d'énergies entre le Canada et les États-Unis fut de 21 milliards de dollars. Les principales composantes de ce commerce furent le pétrole, le gaz naturel et l'électricité. Le Canada est le plus grand fournisseur de pétrole des États-Unis. Près de 16 % du pétrole et 14 % du gaz naturel utilisé aux États-Unis proviennent du Canada.
Alors que 95 % du commerce bilatéral entre le Canada et les États-Unis ne présentent aucun problème majeur, les deux pays se disputent sur les 5 % restants, spécialement dans le secteur agricole et culturel. En général ces problèmes sont résolus à travers des forums bilatéraux consultatifs ou à travers des plaintes à l'OMC ou au département de résolution des litiges de l'ALÉNA. En mai 1999, les gouvernements américains et canadiens négocièrent un accord sur les spectacles, qui garantira un plus grand accès au marché canadien dans la part de l'industrie du spectacle des États-Unis. Par accord mutuel, les deux pays ont déposé une plainte à la cour internationale de justice à propos d'un litige sur le Golfe du Maine, et les deux acceptèrent la décision juridique qui en résulta le 12 octobre 1984. Actuellement[Quand ?], un des problèmes dans les relations commerciales entre le Canada et les États-Unis porte sur l'exploitation forestière dans les deux pays, les américains alléguant que le Canada subventionne de façon injustifiée son industrie du bois.
En 1990, les États-Unis et le Canada ont signé le Fisheries Enforcement Agreement, un traité qui servit à empêcher, ou du moins minimiser, la pêche illégale dans les eaux américaines et canadiennes.
Le Canada et les États-Unis signèrent un accord d'aviation pendant une visite du président américain au Canada en février 1995, qui eut pour résultat de faire croitre de manière drastique le trafic aérien entre les deux pays. Les deux pays ont également partagé les travaux du canal maritime du fleuve Saint-Laurent, qui connecte les grands lacs à l'océan Atlantique.
Les États-Unis sont le plus grand investisseur commercial du Canada. À la fin de l'année 1999, la valeur des actions en investissements directs américains au Canada fut estimé à 116 milliards de dollars, soit 72 % de l'investissement étranger au Canada. Les investissements américains sont destinés principalement à l'industrie sidérurgique et minière, pétrochimique, et à la manufacture de machines et équipements de transport, ainsi que dans les opérations financières. Parallèlement, le Canada est le troisième principal investisseur étranger aux États-Unis. La valeur des actions en investissement directs canadiens aux États-Unis fut estimé à 90,4 milliards de dollars à la fin de l'année 1999. Les investissements canadiens aux États-Unis sont dirigés majoritairement dans la manufacture, le commerce de gros, le commerce immobilier, le pétrole et les opérations financières et d'assurance.

### Avec les autres pays
Le Canada fait partie de l'APEC, un bloc économique qui a pour objectif de transformer la région de l'océan Pacifique en une zone de libre commerce qui englobe des pays d'Asie, d'Amérique et de l'Océanie. Le pays fait partie du G8, groupe politico-économique qui réunit les huit pays économiquement les plus puissants du monde.
Le Canada fait également partie de l'Association d'affaires Canada-Russie-Eurasie.

### Graphiques et cartes

Pays ayant des accords commerciaux avec le Canada (en juillet 2017)  - Canada - Accords en vigueur - Accords en cours de négociation
Exportations et importations en milliards de dollars canadiens courants depuis janvier 1988

## Problèmes

### Inter-provinciaux
Bien que le pays soit actuellement en phase de croissance économique continue, avec un PIB augmentant de 2,4 % par an, cette croissance n'est pas uniforme dans le pays, et se concentre principalement en Alberta, en Colombie-Britannique et en Ontario. Les trois territoires et la plupart des provinces restantes, à l'exception du Québec, rencontrent des difficultés économiques causées par une économie relativement peu diversifiée et d'un chômage croissant, ce qui a mené beaucoup d'habitants de ces régions à migrer pour les provinces passant par une rapide croissance économique.

### Avec les États-Unis
Un sujet qui préoccupe beaucoup la population canadienne, depuis les premières années du XXe siècle, ce sont les relations sociales, politiques et économiques avec les États-Unis. Bien que la fuite des cerveaux ait diminué avec la récession économique qui s'est abattue sur les États-Unis entre 2001 et 2003, l'économie du Canada a elle aussi souffert durant cette période. Il y a eu des litiges sur les taxes commerciales, des actions militaires multilatérales, et la controverse sur la législation canadienne qui abordait entre autres les thèmes du mariage homosexuel, l'immigration et l'usage thérapeutique du cannabis, qui ont développé les tensions entre le Canada et les États-Unis. Les deux pays en question paraissent aussi être allés dans des directions différentes sur ces sujets controversés cités plus haut, et cela pourrait générer encore plus de problèmes dans le futur.
Actuellement, les principaux problèmes entre le Canada et les États-Unis, liés à l'économie des deux pays, portent sur les taxes que font payer les États-Unis pour certains produits importés du Canada, qui selon l'ALÉNA devraient être librement commercialisés entre les deux pays, et à une nouvelle politique douanière des États-Unis, qui devient de plus en plus rigoureuse, engendrant la possibilité d'une chute substantielle du nombre de touristes américains sur le sol canadien.

### Avec les autres pays
Le Canada possède un ancien litige avec le Brésil en rapport avec les subventions que leurs plus grandes compagnies productrices d'avions (la canadienne Bombardier et la brésilienne Embraer) reçoivent. Tant Bombardier qu'Embraer reçoivent des subventions considérables de leurs gouvernements respectifs. La crise commença en 1996, quand le gouvernement canadien contesta les subventions fournies à Embraer par le gouvernement brésilien. Le gouvernement brésilien répliqua par des arguments similaires concernant les subventions du gouvernement canadien à Bombardier. Jusqu'à aujourd'hui le conflit perdure, ce qui affecte significativement les relations commerciales entre les deux pays.
Le Canada a également un litige politique et économique avec l'Espagne. Les pêcheurs espagnols pêchent dans les eaux des Grands Bancs localisés à l'est de Terre-Neuve-et-Labrador. Ces eaux contiennent de grands bancs de poissons, mais la population de nombre d'espèces est en déclin rapide. En 2000, les pêcheurs de Terre-Neuve-et-Labrador se virent interdire la pêche dans la région des Grands Bancs située près de Terre-Neuve-et-Labrador, où étaient localisés la plus grande partie des espèces dont la population était en rapide déclin, ce qui affecta sérieusement l'économie de la pêche locale. D'un autre côté, les pêcheurs espagnols, équipés de navires modernes, pêchent dans la région des Grands Bancs localisée dans les eaux internationales (à plus de 200 kilomètres du littoral canadien), ce qui rend inutiles les mesures prises envers les pêcheurs de Terre-Neuve-et-Labrador. En plus de cela des navires espagnols entrent fréquemment dans les eaux canadiennes. En 1995, le navire de pêche espagnol Estai fut capturé par les forces navales canadiennes en eaux internationales. Cela amena des protestations de la part du gouvernement espagnol, qui argumenta que ses navires avaient le droit de pêcher dans les eaux internationales. L'Espagne envoya un navire militaire pour protéger les navires de pêche espagnols. Encore aujourd'hui, le problème reste dans l'impasse.